# Апас
Апас (санскр. आपस्, āpas IAST— вода)— ведійські божества води, по відношенню до людей добрі, цілющі води. Персоніфіковані космічні води у ведійській міфології.
В «Ріґведі» їм посвячено чотири гімни (VII 47, 49; X 9, 30); кілька раз до них звертаються в «Атхарваведі». Апас прославляються як богині, люблячі матері, дівчини або юні дружини. Вони бувають небесними і земними, їх кінцевою метою виступає океан , вони йдуть по шляху богів. Ними керує Савітар (сонце), Ідра викопує для них русла. Вони слідують шляхом богів, течуть на жертвоприношення, розсипають блага. В них мешкає Варуна, повелитель космічних вод, які оточують всесвіт. Звідси він бачить істину і брехню у світі людей.
У водах також знаходиться Агні— «син вод». Апас лікувальні і оберігають здоров'я, вони зв'язані з медом, змішують мед з молоком, інколи їх порівнюють з небесною сомою. Вона наближається до них, як коханець до дів. Вони очищають від бруду, від вини, від гріха, брехні, прокляття. З водами в Індії пов'язано багато міфів і легенд, згідно з якими Земля спочатку плавала в них, як у навколоплідних водах. У водах плавало Золоте Яйце, з якого з'явився Брахма.
Річка Ганг протікає одночасно в трьох світах: підземному, земному і небесному, де їй відповідає Чумацький Шлях. В Індії здійснюється паломництво до багатьох джерел (тіртха). Водою клянуться, її закликають в свідки. Образ води грає велику роль в медитативній практиці, при занятті якою тіло «тоне в воді», вода піднімається, «змиваючи із свідомості всі сліди». З водою зіставляють інтуїтивне мислення, в той час як з вогнем — дискусійне, руйнівне. Згідно з вченням буддійської школи мадхьяміка, саме в водній стихії мудрі наги зберігали праджняпараміту до тих пір, поки люди не дозріли духовно до її розуміння.
Метафора переходу в стан нірвани— «переправа на другий беріг».